# Príncipe-Zwergohreule
Die Príncipe-Zwergohreule (Otus bikegila) ist eine Eulenart aus der Gattung der Zwergohreulen. Entdeckt wurde sie 1998 im Regenwald der 140 Quadratkilometer großen Insel Príncipe, die Teil des Staates São Tomé und Príncipe im Golf von Guinea ist. Erstbeschrieben wurde sie von Melo und anderen im Jahr 2022. Forscher der portugiesischen Universität Porto schätzen, dass es zwischen 1000 und 1500 Príncipe-Zwergohreulen gibt, deren Lebensraum sich auf nur rund 15 Quadratkilometer eines geschützten Naturparks auf Príncipe beschränkt, und haben deshalb bei der IUCN beantragt, die Príncipe-Zwergohreule in die Liste der „vom Aussterben bedrohten“ (Critically Endangered) Arten aufzunehmen.

## Beschreibung
Von ihren Artverwandten unterscheidet sich die Príncipe-Zwergohreule durch ihre Gefiederfärbung und Körpergröße. Ihre Merkmale wurden im Oktober 2022 detailliert in einer ZooKeys-Veröffentlichung beschrieben. Demnach erreicht die neu entdeckte Eule eine Größe von 160 bis 190 Millimetern, eine Flügellänge von 135 bis 145 und eine Schwanzlänge von 75 bis 85 Millimetern. Die Männchen sind etwas kleiner als die Weibchen. Das Gewicht beträgt ungefähr 75 Gramm. Männliche und weibliche Eulen sind graubraun bis leicht rötlich gefärbt. Die Grundfarbe des Gefieders ist Dunkelbraun, gemischt mit rötlichen Tönen und ausgeprägten grau-schwarzen Markierungen. Im Brustbereich ist das Unterkleid hellbraun, das Deckgefieder darüber zimtfarben besetzt mit hellbraunen Markierungen und unregelmäßigen rötlichen Schattierungen. Der Kopf ist am Kinn hellbraun gefiedert, die Bartfedern sind schwarz. Am Hals sind die Federn hellbraun mit leichten Rottönen. Die Armschwingen sind durchgehend rotbraun und mit dunkelgrauen leopardenfellartigen Flecken versehen. Die Iris erscheint in tiefem Gelb.
Charakteristisch für die Príncipe-Zwergohreule ist ein kurzer Laut, der schnell wiederholt als „tuu“ vor allem während der Dämmerung zu hören ist und an Insektenlaute erinnert. Meist geben Eulenpärchen die Laute im Duett wieder.

## Entdeckungsgeschichte
Die ersten Nachrichten über die Príncipe-Zwergohreule gab es im ersten Viertel des 20. Jahrhunderts. 1928 berichtete der portugiesische Sammler José Correia während seiner Suche nach Naturschätzen auf Príncipe von eigenartigen Tönen aus dem Regenwald, genauer von den kurzen sich wiederholenden „tuu“-Lauten, die sich von den anderen Vogelgesängen im unzugänglichen Regenwald abhoben. 1998 entdeckte der Vogelsammler Ceciliano do Bom Jesus, genannt Bikegila, auf der Suche nach Papageiennestern in einer Baumhöhle, die auch Papageien als Brutstätte dient, eine nistende Príncipe-Zwergohreule. Bikegila war als „Papageien-Ernter“ unterwegs; so werden die indigenen Einwohner bezeichnet, die sich darauf spezialisiert haben, Papageienküken aus ihren Nestern in den Baumhöhlen des Regenwaldes zu nehmen, sie von Hand aufzuziehen und dann als Haustiere zu verkaufen. Zu der Zeit befand sich der Vogelkundler Martim Melo auf Príncipe zu einer Feldstudie für seine Doktorarbeit an der Universität Porto. Er hatte zuvor schon die Rufe der Eule auf Tonband aufgenommen. Die elektronische Auswertung hatte ergeben, dass es tatsächlich Laute im für Eulen typischen Frequenzbereich waren. Von da an suchte Melo zusammen mit dem Co-Autor der wissenschaftlichen Arbeit, Hugo Pereira, auf mehreren Exkursionen nach der Eule. Fotografisch erfasst wurde sie erstmals im Juli 2016. Am 29. Mai 2017 wurde zum ersten Mal eine der Eulen gefangen und nach ihrem Entdecker Otus bikegila benannt. Über fünf Jahre hinweg beobachteten, erforschten und beschrieben Vogelkundler und Wissenschaftler der Universität Porto die Schritt für Schritt neu entdeckte Vogelart. Ihre Ergebnisse veröffentlichten sie im Oktober 2022.

## Verbreitung
Das Vorkommen der Príncipe-Zwergohreule ist auf die Insel Príncipe beschränkt und wird auf 1000 bis 1500 Vögel geschätzt. Für ihre Studie untersuchten die Forscher der Universität Porto die gesamte Insel, um die Verbreitung und den Bestand der neuen Art zu ermitteln. Ihre Ergebnisse veröffentlichten sie in einer Studie im Fachjournal Bird Conservation International. Demnach leben die Eulen in den verbliebenen ursprünglichen Tieflandregenwäldern auf Príncipe im unbewohnten Südteil der Insel. Das Verbreitungsgebiet umfasst lediglich 15 Quadratkilometer. Mit 1000 bis 1500 Individuen auf dieser kleinen Fläche ist das eine relativ hohe Populationsdichte.

## Phylogenetik
Gentechnische Untersuchungen zur Abstammung und Verwandtschaft der Príncipe-Zwergohreule ergaben weitgefächerte Ähnlichkeiten mit der afropaläarktischen Klade der Gattung Otus, die bestimmt ist von kleiner Körpergröße, auffallenden Ohrbüscheln, rundem Gesicht, kurzen abgerundeten Flügelschwingen und kurzem Schwanz. Genetisch am nächsten stehen der Príncipe-Zwergohreule die auf der Insel São Tomé endemische Hartlaub-Zwergohreule (Otus hartlaubi), die Afrika-Zwergohreule (Otus senegalensis) und die Pemba-Zwergohreule (Otus pembaensis).

## Gefährdung
Die Príncipe-Zwergohreule ist die achte endemische Vogelart auf der Insel Príncipe. In Relation zu ihrer Fläche weisen die zwei Inseln des Staates São Tomé und Príncipe weltweit die höchste Anzahl dort ursprünglich heimischer Vogelarten auf, insgesamt sind es 28 endemische Arten auf 996 Quadratkilometern. Kaum neu entdeckt, wissenschaftlich erfasst und beschrieben zeigt sich, dass die Príncipe-Zwergohreule in ihrer Existenz sehr stark bedroht ist. Zum einen ist ihr Lebensraum relativ klein. Er liegt am Rand des Regenwaldes der 139 Quadratkilometer großen Insel Príncipe und ist dort auf ein kleines Gebiet von 15 Quadratkilometern beschränkt. Dies bedeutet, dass Naturkatastrophen wie große Stürme oder Waldbrände auf einen Schlag die gesamte Population vernichten könnten. Als positiven Punkt sehen die Forscher, dass der Lebensraum der Príncipe-Zwergohreule sich vollständig im Parque Natural Obô do Príncipe befindet, womit ein gewisser Schutz gegeben ist. In ihrer Studie weisen die Wissenschaftler allerdings noch auf eine andere Gefahr für die Eule und auch die anderen endemischen Arten hin, nämlich auf den Bau eines Wasserkraftwerks in der Nähe des Brutgebiets der Vögel. Aus diesem Grund haben sie bei der Weltnaturschutzbehörde IUCN den Antrag gestellt, auf der im Dezember 2022 in Montreal stattfindenden Weltbiodiversitätskonferenz die Príncipe-Zwergohreule in die höchste Gefährdungsstufe Critically Endangered, „vom Aussterben bedroht“, aufzunehmen. Der Vogelkundler und Mitentdecker der Zwergohreule auf Príncipe, Martim Melo, sagt zur Gefährdung des neu entdeckten Vogels: 

„Die Entdeckung einer neuen Vogelart ist immer ein Grund zum Feiern und ein Ansporn zum Schutz der verbliebenen Naturschätze. Dass sie aber direkt mit ihrer Entdeckung schon wieder als vom Aussterben bedroht eingestuft werden muss, zeigt bedrückend gut, in welcher Lage sich die biologische Vielfalt auf unserem Planeten derzeit befindet.“